# Слов'янознавство
Слов'янозна́вство, або славі́стика — комплекс наук про слов'янські народи, їх археологію, історію, зокрема мову й літературу (славістика), культуру, фольклор та етнографію в цілому й про кожний зокрема (про Україну див. Українознавство).

## Розвиток слов'янознавства

### Зародження
До початку XIX століття слов'янознавство — це розрізнені спостереження місіонерів (святих Кирила і Мефодія, Юрій Крижанич), подорожніх, хроністів й філологів-поліглотів (в Україні в основному граматиків і лексикографів 16 — 17 ст.: Лаврентія Зизанія, Мелетія Смотрицького, Івана Ужевича, Памво Беринди, Єпифанія Славинецького).

### Формування як науки

#### Передумови
Формуванню наукового слов'янознавства сприяв пре-романтичний археографічний (збирацький) рух (віднайдення й аналіз давніх текстів, їх видання, пошук археологічних пам'яток, етнографічні записи), зацікавлення визвольними рухами південних та західних слов'ян і слов'янські просвітницькі студії чеха Йосефа Добровського. Створена Добровським граматика староцерковнослов'янської мови («Institutiones linguae Slavicae dialecti veteris», 1822) дозволила включити слов'янську філологію в порівняльну індоєвропеїстику. Зі створенням кафедр слов'янської філології (вперше створено у Відні в 1849, очолювали Франьо Міклошич, 1885 — Ватрослав Ягич, 1922 — Микола Трубецький, згодом в інших університетах Австро-Угорщини, Росії й Німеччини), слов'янознавство перейшло до сфери діяльності фахівців, а в Центрально-Західній Європі набрало характеру філологічно-мовознавчої науки з її подальшим спеціалізаційним розвитком (мовознавство, літературознавство, палеографія, історія культури, фолкльор і етнографія).
Початковий етап становлення слов'янознавства в Україні, як особливої дослідницької сфери комплексного характеру, тривав упродовж 1-ї третини 19 ст. Йому сприяли:

1) поширення в ході національного відродження ідей німецького вченого Йоганна-Готфріда Гердера, який у книзі «Ідеї до філософії історії людства» (1784—91) стверджував, що «слов'яни зроблять значний внесок у розвиток людства в напрямі до гуманності…, майбутнє слов'ян буде прекрасним»;

2) зовнішньополітичні події, передусім війни Росії з Францією і Туреччиною, в ході яких чимало українців потрапляли в землі зарубіжних слов'ян у складі військових експедицій чи у зв'язку зі службовими дорученнями (Д. Бантиш-Каменський, В. Тимковський та ін.) і налагоджували двосторонні контакти з ними, згодом поширюючи інформацію про їхнє минуле та сучасний стан серед наукового загалу. В подорожньому щоденнику Д. Бантиша-Каменського «Мандрівка до Молдавії, Волощини і Сербії» (1810), видрукуваному, за визнанням автора, внаслідок зростання суспільного інтересу до слов'янських народів, подано чимало цікавих відомостей про історію і сучасний стан життя сербського народу;

3) збір офіцерами російського військового відомства документальних джерел про російсько-турецькі війни та статистичну інформації про Османську імперію, зокрема її слов'янське населення;

4) перші зарубіжні наукові мандрівки слов'янськими землями П. Кеппена (1821—24) і Ю. Венеліна (1830), організована 1829 перша археологічна експедиція на територію Болгарії, де було виявлено пам'ятки античної і візантійської цивілізацій, болгарської середньовічної історії;

5) славістичні виклади професорів Києво-Могилянської академії (із 1819 — Київської духовної академії). Першими змістовними здобутками українського слов'янознавства стали праці Ю. Венеліна «Стародавні і нинішні болгари» (1829), «Стародавні і нинішні словени» (1841) та ін., в яких обґрунтовувалася автохтонність слов'ян у Європі; поява орд Аспаруха на Дунаї трактувалася як завершальний етап переселення болгар; окреслювалася проблема вивчення життя болгарських поселенців у Новоросійському краї та Бессарабії. Д. Бантиш-Каменський у 4-томній «Історії Малої Росії» (1822) акцентував на участі сербів у Національній революції 1648—1676 й аграрному виробництві Лівобережної Гетьманщини, чим започаткував вивчення історії українсько-сербських взаємин.

#### Створення шкіл слов'янознавства
Першу кафедру історії слов'янської літератури засновано в Парижі (1840, очолив Адам Міцкевич). Літературознавче слов'янознавство, якщо врахувати синтезувальних компаратистичних спроб О. Пипіна й Володимира Спасовича (1880 — 84), Їржі Карасека (1906), Я. Махаля (1922 — 29), Ф. Волльмана (1928), Володимира Георгієва (1958 — 63) й Дмитра Чижевського (1952, 1968), обмежилося національними історіями літератур чи історією загальних рухів і літературних напрямів у відношенні їх з неслов'янськими.
Над етнографічним синтезом слов'янознавства працював К. Мошинський (1929 — 39), над археологічною Л. Нідерле (1902 — 24, 1911 — 25) і польські археологічно-лінґвістична (Тадеуш Лєр-Сплавинський, Герард Лябуда та інші) й антропологічна (Ян Чекановський) школи. Загалом розбудова й спеціалізація слов'янознавства почалася після Першої світової війни з заснуванням при великих університетах кафедр і лекторатів слов'янських мов.

### Філологічний напрямок слов'янознавства
З філологічного напряму слов'янознавства розвинулися загальні курси частин порівняльної граматики слов'янських мов: Франьо Міклошича (1852 — 75), Вацлава Вондрака (1906— 08), Й. Мікколі (1913 — 50), В. Поржезинського (1914), Г. Ільїнського (1916), Антуана Меє (1924), Андре Ваяна (1950 — 66), Самуїла Бернштейна (1961 — 74), Юрія Шевельова (1964), Олександра Мельничука (1966), Здзіслава Штібера (1969), Степана Івшича (1970) тощо і спроби порівняльно-етимологічних словників: Франьо Міклошича (1886), Е. Бернекера (1908 — 14), Л. Саднік і Р. Айцетмюллера (1963 —), Франтішека Копечного (1973 —), Францішка Славського (1974 —) й Олега Трубачова (1974 —), як і (переважно збірні), огляди історії слов'янських мов: Т. Лера й Александра Брюкнера (1929), Т. Лєра-Сплавінського, Владислава Курашкевича й Ф. Славського (1954), М. Вайнґарта (1937), Р. Травтманна (1947), Р. Брея (1951), К. Горалека (1955) та слов'янських народів і їхньої культури: Д. Дорошенка (1922), П. Дільса (1963), крім раніших Л. Нідерле (1909) й Т. Флоринського (1895).
Для українських славістів важливими осередками слов'янознавства був до 1918 Відень (звідки вийшли українські галицькі і буковинські славісти), у період між двома світовими війнами — Прага, Краків і Варшава, а весь час Петербург і Москва.
Результати студій слов'янознавства публікуються в численних міжнародних і національних спеціальних періодичних збірках і журналах:
- «Archiv für slavische Philologie» (42 тт., Берлін 1876 — 1929),
- «Русский Филологический Вестник» (78 тт., В. 1879 — 1918),
- «Журнал Министерства Народного Просвещения» (П., 1834 — 1917),
- «Prace Filologiczne» (В., з 1885), «Rocznik Slawistyczny» (Kp., з 1908),
- «Jужнословенски Филолог» (Беоґрад, з 1913),
- «Revue des Études Slaves» (Париж, з 1921),
- «Slavia» (Прага, з І922),
- «Известия Отделения Русского Языка и Словесности Императорской АН» (П. 1896 — 1927),
- «The Slavonic and East European Review» (Лондон, з 1922),
- «Slavia Occidentalis» (Познань, з 1921),
- «Zeitschrift für slavische Philologie» (Ляйпціґ, з 1925, Гайдельберґ, з 1951),
- «Slavische Rundschau» (Прага — Берлін — Відень, 1929 — 40),
- «Byzantinoslavica» (Прага, 1929),
- «Wiener slavistisches Jahrbuch» (Відень, з 1950),
- «Oxford Slavonic Papers» (Оксфорд, з 1950),
- «Studia Slavics» (Будапешт, з 1955),
- «Die Welt der Slaven» (Вісбаден, з 1956),
- «Zeitschrift für Slavistik» (Cx. Берлін, з 1956),
- «Slavia Orientalis» (В., з 1957),
- «Slavica Slovaca» (Братислава, з 1966) та ін.
- Slovanský přehled

У Львові виходили журнали «Слово» (1936 — 39), збірник «Питання слов'янського мовознавства» (9 тт., 1948 — 61), «Питання слов'янської філології» (1 т., 1961) і зб. «Українське Слов'янознавство» (11 тт. до 1975), у Києві збірки «Слов'янське Мовознавство» (5 тт., 1958 — 67) і «Міжслов'янські літературні взаємини» (3 тт., 1958 — 63) та як їх продовження зб. «Слов. Літературознавство і Фольклористика» (11 випусків, 1965 — 76). Окремого періодичного вид. С. в УССР немає. На еміграції з 1948 виходить укр. серія неперіодичних випусків «Slavistica».

## Слов'янознавство у світі

### Україна
Вирішальну роль у процесі накопичення знань з історії слов'янських народів, зародженні й поширенні новацій в історіографічному процесі раннього Нового часу відігравала Києво-Могилянська академія, в якій навчалися і викладали відомі представники української інтелектуальної еліти. У 3-му виданні «Синопсису» (К., 1680) автор узагальнив знання з найдавнішої історії слов'ян, а тематичною рубрикацією — «Про початок давнього словенського народу», «Про ім'я і про мову Слов'янську», «Про свободу або вільність Слов'янську» — продемонстрував прагнення до осягнення глобальних проблем їхньої історії. У «Кройніці» Ф.Софоновича систематизовано викладено найголовніші події історії Польщі від найдавніших часів до початку 1670-х рр. У Літописі Самовидця відтворено становище українського політикуму й православної церкви в Речі Посполитій, а наступ польського уряду в 1-й пол. XVII століття на національно-релігійні права українського народу розглядався його автором як одна з головних причин Української національної революції. Д. Туптало створив життєписи святих Кирила і Мефодія та інших слов'янських святих, які справляли величезний вплив на історичну свідомість населення православних країн Центрально-Східної і Південної Європи. Займалися висвітленням окремих питань слов'янського етногенезу, давньої історії слов'ян, характеру стосунків України з Річчю Посполитою та історії останньої, важливу роль у якій відігравало українське населення, Д. Туптало, Самійло Величко, Григорій Граб'янка, Ф. Прокопович тощо. Міграція окремих із них до Московії, де вони прагнули реалізувати свій інтелектуальний потенціал, сприяла збагаченню російської науки здобутками української історіографії в галузі слов'янської історії та культури.

### Росія
В Росії слов'янознавство було у XIX столітті пов'язане спершу з політичним слов'янофільством (див. Панславізм), і це вплинуло на розростання, поряд філологічно-археографічного слов'янознавства, ще й історичного та етнографічного (В. Ламанський й ін.). Кафедри «історії й літератури слов'янських наріч» почали створювати на доручення Уварова (з 1835). Розвиткові слов'янознавства в СРСР помітно сприяли щоп'ятирічні міжнародні конгреси славістів.